# Skalka pod Tisovým vrchem
Skalka pod Tisovým vrchem este o arie protejată (arie specială de conservare — SAC, sit de importanță comunitară — SCI) din Republica Cehă întinsă pe o suprafață de 1,46 ha, integral pe uscat.

## Localizare
Centrul sitului Skalka pod Tisovým vrchem este situat la coordonatele 50°02′10″N 12°50′08″E / 50.036111°N 12.835556°E.

## Înființare
Situl Skalka pod Tisovým vrchem a fost declarat sit de importanță comunitară în aprilie 2005 pentru a proteja 1 specie de plante. Situl a fost protejat și ca arie specială de conservare în iulie 2012.

## Biodiversitate
Situată în ecoregiunea continentală, aria protejată nu include niciun habitat protejat.
La baza desemnării sitului se află o specie protejată de  plante: Asplenium adulterinum.